# ウルトラ・スーパー・デラックスマン
『ウルトラ・スーパー・デラックスマン』は、藤子・F・不二雄（発表時は藤子不二雄名義）の読みきりSF漫画作品。
またここでは、パイロット作品といえる「カイケツ小池さん」についても紹介する。

## ウルトラ・スーパー・デラックスマン

### 概要
『S-Fマガジン』1976年1月号に掲載。ブラックな内容と、主人公が小池さんと同じ顔であるミスマッチが、ブラックユーモアともギャグとも違うテイストを引き出している。小池さんと同じ顔を持つ、正義感は強いが非力な小市民が、ある日数々の超能力を持つ超人として目覚め、次第に歪んだ思いを振りかざす殺人鬼に変貌していく姿を描いた「カイケツ小池さん」のリメイクにあたる。
藤子Fが連載・短編共に好んで用いた「ごく普通の人間がある日突然スーパーマンになったら」というテーマの作品の一つで、個人の正義のエゴイズムとその先に待つ虚しさを描く。

### ストーリー
句楽兼人（くらく・けんと）は月星商事（同名企業が実在するので、アニメでは日星（にっせい）商事）のサラリーマン。だが彼の正体は、弱者や困っている者を助ける正義の味方・ウルトラ・スーパー・デラックスマンだった。真面目で正義感が強いが、度胸がなく社会の悪に鬱屈していた平凡なサラリーマンの句楽は、ある日突然、怪力、透視、飛行能力、核爆弾でも死なない不死身の肉体といった超能力を身につける。夢に見たパワーを活かして自身の掲げる正義のために活躍する句楽。しかし、常人離れしたすさまじいそのパワーに世間は恐怖し、次第に孤立を深めていく句楽の正義は徐々に暴走していくようになる。

### 登場人物
句楽兼人（くらく・けんと）/ ウルトラ・スーパー・デラックスマン
元は平凡なサラリーマン。正義感が強く世の中の不正に憤りを覚えていたが、非力ゆえに悪を見て見ぬふりをする度胸のない自分に胸ふさがる日々を送っていた。ある日突然全身の細胞が「ウルトラ・スーパー・デラックス細胞」に変異したことで超人的な能力を身につけ、正義のために｢ウルトラ・スーパー・デラックスマン」として活躍をはじめるが、力のセーブがきかず、悪事を許せぬあまりに虫の居所によっては軽犯罪者に対しても過剰な殺戮を強行し、次第に世間の非難を浴びるようになる。
しかし句楽は「自分の力は正義のために授かった物だから自分に逆らう者は全て悪だ」と極めて独善的な考えを持つようになり、自分を糾弾・攻撃する警察や自衛隊やマスコミにも次々と攻撃を加えるなど、本来持っていた純粋な正義感は屈折し、その超人的なパワーを背景にテレビに出ていたアイドルに性交渉を要求するなどの周囲に対して理不尽な要求を繰り返し欲望のままに生きる暴君へと変貌していく。核爆弾ですら通用せず、周囲の住人はとっくに逃げ出し、激しい争いの後の廃墟に囲まれてただ一人暮らしている。
友人である片山に対しては、「超能力者」になった故に孤独な環境となった寂しさや、「不死身」の苦悩を上手く言葉に言い表せないながらも伝えようともしていた。ある時些細なことから句楽をしつこく狙った女を庇い、自分を糾弾した片山さえも粛清しようとするが、突如吐血し倒れる。診断の結果、自身の超人的な力の源のウルトラ・スーパー・デラックス細胞ががん細胞に変異した「ウルトラ・スーパー・デラックスがん細胞｣に体が蝕まれており、現代の最善のがん治療を受けたものの、医師の努力もむなしく手の施しようが無かった。名前は「スーパーマン」の主人公、クラーク・ケントをもじったもの。マントのデザインは原作では唐草模様の風呂敷だがアニメではワンポイントの赤マントに変わっている。
片山（かたやま）
本作の主人公。句楽の同期社員であり親友。要領が悪く純朴な人柄のため出世できず、ダメ社員のレッテルを貼られる。既婚者で、アニメでは「しげお」という子供も登場する。ある日句楽の誘いを断り切れず、妻の反対を押し切って彼の家に向かっていた最中、ウルトラ・スーパー・デラックスマンとなった句楽に出会い、特別にその正体を明かされる。句楽の住む豪邸では、彼が能力を手に入れた経緯と、今後についての悩みを聞かされ、句楽の苦悩も理解できてはいたが、結局は暴君ぶりを改めようとしないため「正義の味方ではなく血に飢えた化け物」と糾弾するしかなく、彼を逆上させて殺されかける。結果的に句楽は吐血して倒れ、その後は搬送先の病院で句楽の死を見届けることになった。アニメでは最後に、句楽の病室にてウルトラ・スーパー・デラックスマンの服を見ては、原作でも理解していた句楽の苦悩を更に思案して、彼は平凡な一人のサラリーマンとして一生を終えたかったのだろうと考え至り、棺の中にその服を入れるのはやめようと語るシーンが追加されている。
謎の女
句楽と片山の前に突然現れた名前・素性共に不明の女。付き合っていた男が句楽に殺されて（殺害理由は漫画版では軽犯罪だが句楽の虫の居所が悪かった為、アニメ版では句楽による言い掛かり）から、復讐のために句楽の命を狙っている。超人的な肉体を持つ句楽に対してナイフ一本で挑みかかるなど無謀なところがあり、片山の制止も聞かずに執拗に句楽を攻撃した結果、自身を庇った片山と共に怒り狂った句楽に逆に命を狙われる。原作はボロボロの容姿と長髪で素顔が見えず、台詞もほとんどない不気味な人物に描かれていることに対し、アニメ版では容姿は乱れているものの物言いはハッキリしており、理不尽な最期を遂げた恋人の復讐を誓う気丈な女性として描かれている。
アイドル
アイドル歌手。テレビをつけた句楽に目を付けて、スケジュールをキャンセルさせて性交渉を要求される。嫌がる素振りもせず、早く済まそうとした。

### 収録単行本
いずれも藤子・F・不二雄のSF短編を収録した短編集。
- 「ウルトラ・スーパー・デラックスマン」
  - 『藤子・F・不二雄 SF短編PERFECT版』第3集

## カイケツ小池さん

### 概要
『ビッグコミック』1970年4月25日号に掲載。「ウルトラ・スーパー・デラックスマン」のプロトタイプにあたる作品。最大の特徴は、主人公が念力で人を一瞬で殺すことが出来る事である。

### ストーリー
つまらないことでも烈火のごとく怒る（東京都章が猥褻に見える）、正義感の強い投書マニアの主人公・小池 は、ある日突然、強力な超能力を身につけた。その力でヒーローらしい活躍をしていくが、ある日、痴漢を見とがめようとした際にありあまるパワーをセーブできずに殺害してしまう。当初はその事で苦悩する小池だったが、その末に「悪い奴が一人や二人死んだところで社会に損害は無い」と開き直る。その後、投書にかまける余り日頃から勤務を怠けている自分に対してきつく叱責する上司をはじめ、自分を散々馬鹿にしていたタバコ屋の老婆といった人々を次々と念力のこもった「くたばれ」の一言で始末し、徐々にと殺人者へと変貌していく。そんな小池には自分の心を癒してくれる女性がいた。その女性の名前は富士野雪子。いつものように彼女の家に行く小池だったが、そこで目のあたりにしたのは一糸まとわぬ姿となった雪子が見知らぬ中年男と逢瀬を重ねる現場であった。
ままならない現実に激怒し、イライラさせるな、その気になれば世界だって破滅させられるんだぞ、とわめき散らす小池の頭に、どこからか飛んできた野球のボールが直撃しそうになる。更なる怒りと狂気の爆発を予感させながら物語は幕を閉じる。

### 登場人物
小池
主人公。平凡なサラリーマン。社会の腐敗や不条理に義憤し続ける強い正義感の持ち主だが、非常に短気かつ独善的で、気に入らなければ些細なことでも直ぐに大声を張り上げ激甚する。仕事もそっちのけで各方面へ抗議の投書を送り付けることに精を出し、持論を周囲の人間にも平然と大真面目に語るなど、陰では「正義屋」のあだ名で疎まれている。そんな男がある時超能力を身に付けてしまったことから、この物語は始まる。
上司
小池が勤めている会社の直接の上司。投書作りにかまけて碌に仕事をしない小池をいつも叱り付け、皮肉や嫌味が絶えなかった。そのため、正義を否定する悪人として超能力を得た小池に殺害される。
タバコ屋の店主
小池が行きつけにしていたタバコ屋を営む老婆。小池の「正義論」をいつも聞かされていたが、その度に彼をからかっていた。そのため、正義を否定する悪人として超能力を得た小池に殺害される。
富士野雪子
小池の近所に住む若い女性。小池にとっては憧れの女性であり、彼女のことを想っている間だけは正義感から来る苛立ちを忘れることが出来ていた。超能力を得て増長してからも精神的支柱になっていたが…。

### 収録単行本
いずれも藤子・F・不二雄のSF短編を収録した短編集。
- 「カイケツ小池さん」
  - 『藤子・F・不二雄 SF短編PERFECT版』第1集
  - 『藤子・F・不二雄 SF短編コンプリート・ワークス』１

## アニメ
「藤子・F・不二雄のSF短編シアター」第3巻収録。

### キャスト
- 句楽 兼人 - 龍田直樹
- 片山 - 増岡弘
- 片山の妻 - 鈴木富子
- 秘書 - 江森浩子
- 文化人 - 田中亮一
- 警官A - 平野正人
- 警官B - 佐藤浩之
- 謎の女 - 柳沢三千代
- 歌手 - 荒木香恵

### スタッフ
- 監督：望月智充
- 脚本：雪室俊一
- 絵コンテ：高本宣弘
- 作画監督、キャラクターデザイン：山内昇寿郎
- 美術監督：木村真二
- 原画：木上益治、吉岡勝
- 動画チェック：片田敬信
- 動画：犬童竜吾、関谷剛志、フィルム・マジック、サムタック企画、きのプロダクション、アニメ・スポット
- 背景：小林プロダクション、田中貞彦、嶋田昭夫、荒井賢
- 仕上：トイハウス、岡弘行、小野寺伸子、奥間聡、杉村大、伊藤栄子、柏原敏恵
- 色彩設計：完甘幸隆
- 撮影監督：枝光弘明
- 撮影：スタジオぎゃろっぷ、清水泰宏、羽山泰功、小堤勝哉、田村洋、風村久生、赤沢賢二、荒川智志、小林徹、筒井義明、中富広志
- 編集：瀬山武司、足立浩
- 制作進行：大澤武志
- 音響監督：明田川進
- 音楽：サントリィ坂本
- 効果：サウンドボックス
- 録音：安藤邦男
- 録音スタジオ：アオイスタジオ
- 音響制作：マジックカプセル
- 音響担当：三間雅文
- 制作協力：綿引勝美（メモリーバンク）
- 音響制作：小学館プロダクション、サウンド・スタッフ
- 協力：藤子プロ、少年サンデー編集部、コロコロコミック編集部、小学館学習雑誌編集部
- 現像：東京現像所
- タイトル：マキ・プロ
- アシスタントプロデューサー：加藤敏幸
- プロデューサー：浅見勇（小学館）、清松信夫（東宝）、徳永元嘉（スタジオぎゃろっぷ）
- アニメーション制作：スタジオぎゃろっぷ
- 制作：小学館、東宝
- 発売元：小学館
- 販売元：東宝

### 主題歌
- エンディングテーマ
  - 『スナオだからコワイ』 歌：GROUND NUTS
  - 作詞：前田カシ 作曲：鍋田健